# ラー油

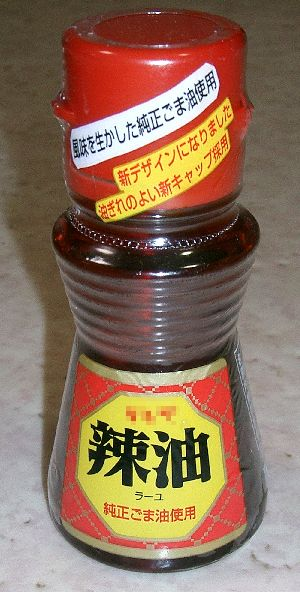
ラー油（市販品）

ラー油（辣油、ラーゆ）とは、ごま油など植物油に唐辛子を加え加熱し、油に辛味をつけた唐辛子の香味油である。中華料理の調味料としても使われる。

## 名称
中国語の「辣」とは普通の辛い味ではなく、特に「熱を伴う辛さ」のことを指す。

## 定義
油に香味を付加することから、日本でも中国でも香味油の範疇に分類される調味料の一つである。

## 使い方・作り方
中国料理の内、特に四川料理（特に麻婆豆腐や担担麺など）の調味料、薬味として用いられる。日本でも、中国料理を食べる時に、よく用いられる。チリオイルとして、欧米でも使われる。
家庭で作る場合は、ごま油に唐辛子を主体にした各種香辛料を入れてゆっくり軽く加熱する。手軽で失敗が少ない方法としては七味唐辛子をゆっくり加熱して、ある程度の温度になったら火を止め、余熱でゆっくり辛味を抽出させる方法がある。唐辛子は種を入れると辛味が強くなり、また加熱しすぎると苦味が出るので注意する。

## 中国

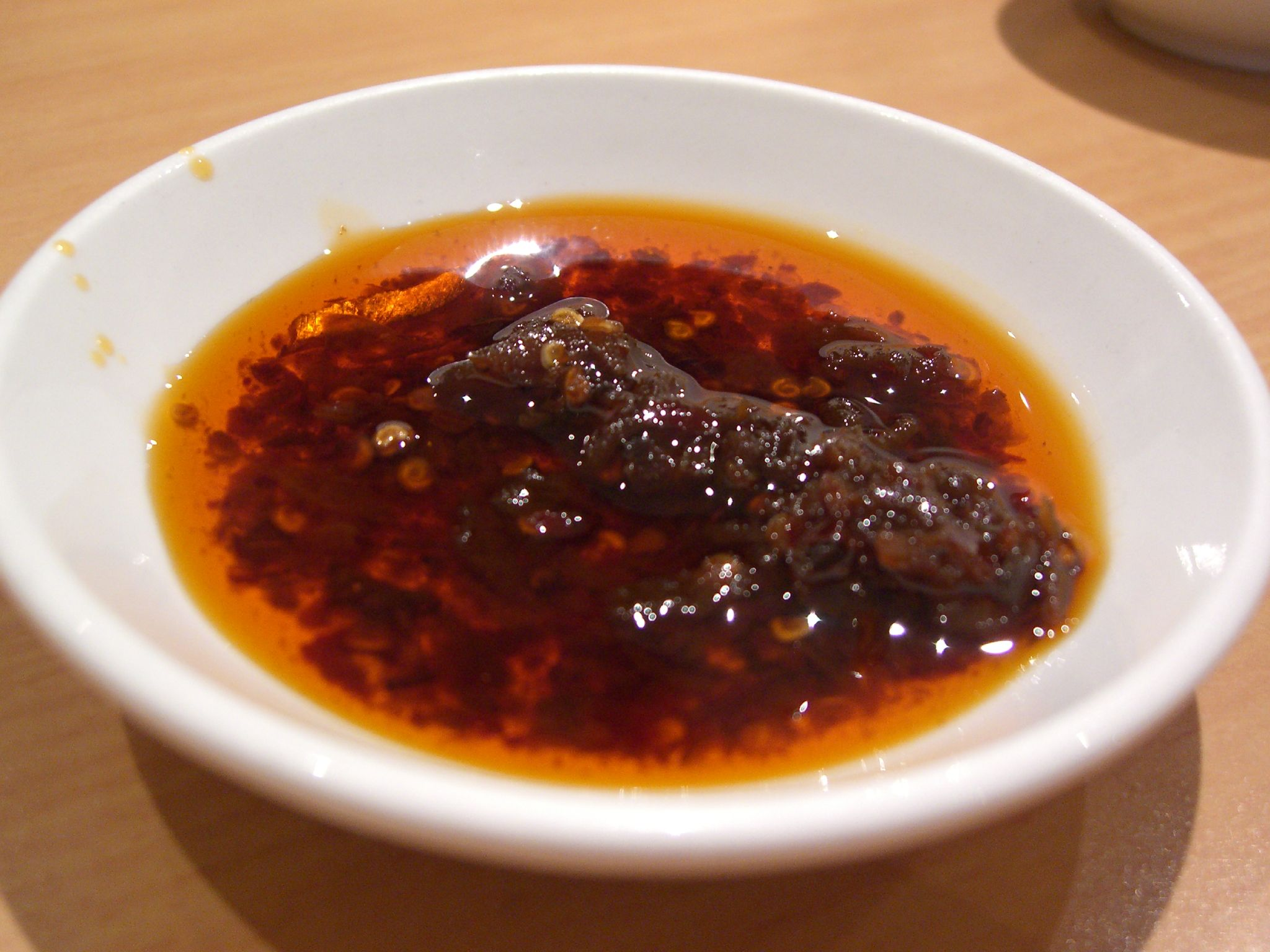
薬味付きのラー油

中国では、「油泼辣子 (yóu pō là zǐ)」と呼ぶ。日本における市販の製品や中華料理店で見られるラー油は油成分のみのものが多いが、中国の食堂やレストランに置かれているラー油は油で熱した際の焦げた唐辛子などの薬味が沈んだまま提供されているものが多い。中国人はその薬味とともに油をすくって料理に使用することが多い。製法や風味は店舗や地域によって全く異なるが多くの場合日本のボトル詰め製品より香りが強く、また口に入れた途端にむせ返るほど辛味が強いものもある。日本ではごま油が一般的だが中国では菜種油のように使いやすい油を用いる。

## 日本
日本では2000年代中盤まで油成分のみのラー油が主流で、単品として販売されるほかチルド食品の餃子にラー油の小袋が添付されるなどの形で見られる。日本ではごま油が使われる。
2000年代以降、辛さは控えめで香味具材（一部地域ではこの香辛料を「すな」と呼ぶ）が入った製品の人気も高まっており、ラー油市場は2004年から2008年の5年間で規模は120%に拡大したとPOSシステムなどから推定される。ブームの発端の一つとして沖縄系ラー油があり、特に有名な「石垣島ラー油」はマスコミで頻繁に取り上げられ他に久米島の素材を使った「くめじまラー油」も存在する。また、2008年には京都府太秦にある中華料理店が販売するラー油が東映京都撮影所での仕事が多い芸能人の紹介によって話題になった。
2009年8月には桃屋が食べるラー油「辛そうで辛くない少し辛いラー油」を発売して品薄状態が長期間続くほどの人気を博し、2010年3月にエスビー食品が対抗商品として「ぶっかけ!おかずラー油チョイ辛」を発売。さらに飲食業界が追従して食べるラー油を加えたアレンジメニューを出すなど、具入りラー油の製造・販売は活性化の傾向を見せている。ただし、具の入ったラー油そのものは上述の通り中国に古くから存在しており、日本では李錦記の「具入り辣油」が具材入りラー油ブーム以前より輸入されている。

## その他の国
下記の国々で用いられる。
- アメリカ - chili oil.
- イタリア - olio di peperoncino.オリーブ油を用いる。カラブリア州南部が起源。
- ポルトガル - Piri-Piri. 乾燥した赤唐辛子とオリーブオイルで作る。加熱しない。[8]